# Alessia Fadda
Alessia Fadda (Quartu Sant'Elena, 11 giugno 1979) è una calciatrice ed ex giocatrice di calcio a 5 italiana, centrocampista offensivo della Torres.

## Carriera

### Club
Alessia Fadda si appassiona al calcio fin dalla giovanissima età, giocando con i maschietti nelle formazioni miste fino al 1992, quando si tessera con il Flumini, squadra femminile di Quartu Sant'Elena, cittadina dove risiede. Resta con il Flumini, giocando in Serie B fino al 1996, anno decide di lasciare la società per l'Olbia, dove gioca, sempre in Serie B, fino ai primi anni duemila.
In seguito veste per due stagioni la maglia del Villaputzu, società di calcio femminile con sede nell'omonimo comune sardo, con cui riesce ad arrivare alla Serie A2, l'allora secondo livello del campionato italiano femminile di calcio.
Fa il suo debutto in Serie A con la Real Aglianese facendosi notare durante il campionato dal Milan che, nell'estate 2007, la mette sotto contratto. Durante la sua prima stagione in maglia rossonera viene ceduta in prestito all'Olbia quindi, al termine della stagione, alla Torres che la utilizza nel torneo Italy Women's Cup.
Le prestazioni sono così convincenti che la società sassarese decide di acquistarne il cartellino e di farla esordire in Serie A dalla stagione 2008-2009. Con la Torres ha il suo periodo più proficuo, conquistando tre scudetti, una Coppa Italia e tre Supercoppe italiane in quattro stagioni, decidendo nel giugno 2012 di lasciare il calcio giocato dopo aver disputato in maglia rossoblu 87 partite in campionato con un attivo di 9 gol segnati.
Tuttavia, dopo un anno sabbatico, nel 2013 decide di riprendere l'attività agonistica accettando la proposta del Caprera giocando in Serie B. Al termine del campionato 2013-2014 è determinante nella gara di playout in casa della Valpocevera, dove grazie ad un suo gol e quello dell'ex nazionale Lina Marsico, scampa alla retrocessione in Serie C, rinnovando ancora una volta il contratto con la società maddalenina.
Dopo la parentesi del calcio a 5, nell'estate 2016 decide di tornare al calcio a 11 sottoscrivendo un accordo con la nuova realtà societaria della Torres femminile per giocare in Serie C la stagione entrante. Al primo campionato la caratura tecnica della squadra si rivela nettamente superiore alle avversarie riuscendo a guadagnare matematicamente la promozione in Serie B già dal febbraio 2017.

### Calcio a 5
Nell'estate 2012 decide di accettare la proposta del Sinnai Calcio a 5 per giocare, sotto la supervisione tecnica di Davide Mura, nella formazione femminile in Serie A, massimo livello del campionato italiano, la stagione 2012-2013, confermando la sua presenza anche per la stagione successiva sotto la guida del nuovo tecnico Gianni Pitzalis.

## Palmarès

### Club
- Campionato italiano: 3

Torres: 2009-2010; 2010-2011; 2011-2012
- Coppa Italia: 1

Torres: 2010-2011
- Supercoppa italiana: 3

Torres: 2009; 2010; 2011
- Italy Women's Cup: 1

Torres: 2008